# Guilherme
Guilherme este un prenume portughez, echivalent englezescului William. Forma feminină a numelui este Guilhermina.

## Fotbaliști brazilieni
- Guilherme de Cássio Alves (1974), atacant retras din activitate
- Guilherme do Prado (1981), care în prezent evoluează la Southampton
- Guilherme Weisheimer (1981), care în prezent evoluează la Ermis Aradippou
- Guilherme Conceição Cardoso (1983), care în prezent evoluează la Vitória, împrumutat de la Cruzeiro
- Guilherme Alvim Marinato (1985), care în prezent evoluează la FC Lokomotiv Moscova
- Guilherme Finkler (1985), care în prezent evoluează la Juventude
- Guilherme de Paula Lucrécio (1986), care în prezent evoluează la Milsami Orhei
- Guilherme Siqueira (1986), care în prezent evoluează la Udinese
- Guilherme Milhomem Gusmão (1988), care în prezent evoluează la Atlético Mineiro
- Guilherme Oliveira Santos (1988), care în prezent evoluează la Valladolid

## Alții
- Guilherme de Brito
- Guilherme Berenguer, actor brazilian
- Guilherme Weber
- Guilherme Posser da Costa, prim-ministru în São Tomé și Príncipe

|  | Acastă pagină se referă la un prenume. Eventual vezi legături interne. |